# Interstate 8
Die Interstate 8 (kurz I-8) ist ein Teil des Interstate-Highway-Systems der Vereinigten Staaten. Es beginnt am südlichen Rand der Mission Bay am Sunset Cliffs Boulevard in San Diego in Kalifornien und endet am Verbindungsknoten mit dem Interstate 10 südöstlich von Casa Grande in Arizona. In Kalifornien, besonders vom östlichen San Diego County bis zur Grenze zu Arizona, verläuft der Interstate 8 sehr nahe an der Grenze zu Mexiko. An einem Punkt im Osten des Imperial Countys ist der Interstate nicht mehr als zwei Meilen von der Grenze entfernt.
Die I-8 ist vor allem als Zubringer-Autobahn von und nach San Diego konzipiert, um die weiter nördlich verlaufende Interstate 10 und den Großraum Los Angeles zu entlasten. Besonders Verbindungen zwischen San Diego und Texas, sowie Phoenix, Arizona werden durch die I-8 abgekürzt. Auch die Anbindung der wichtigen Obstanbaugebiete am Colorado River bei Yuma und im Imperial Valley rund um El Centro sind von großer Bedeutung für die nationale Lebensmittelversorgung.
Der Streckenverlauf umfasst 277 Kilometer im Bundesstaat Kalifornien und 287 Kilometer in Arizona, wodurch die Gesamtlänge des Interstate 8 von 564 Kilometern zu Stande kommt.

## Größte Städte
- San Diego
- El Centro
- Yuma

## Geschichte

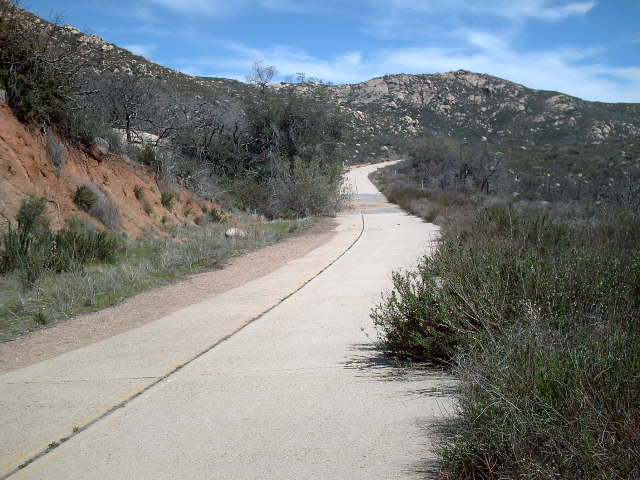
Ein Abschnitt des alten US 80 (Wildwood Glen Lane)

Die I-8 war früher als U.S. Highway 80 ausgezeichnet. Die Aufstufung zur Interstate wurde 1957 beschlossen und 1964 umgesetzt. Der Abschnitt vom Sunset Cliff Boulevard bis zur Rosecrans Avenue wurde erst 1969 verändert, da zur gleichen Zeit der San Diego Freeway, ein Teil der Interstate 5, fertiggestellt wurde. Die Rosecrans Avenue war vor der Interstate 8 als California State Route 209 bekannt.

## Verlauf

### Kalifornien

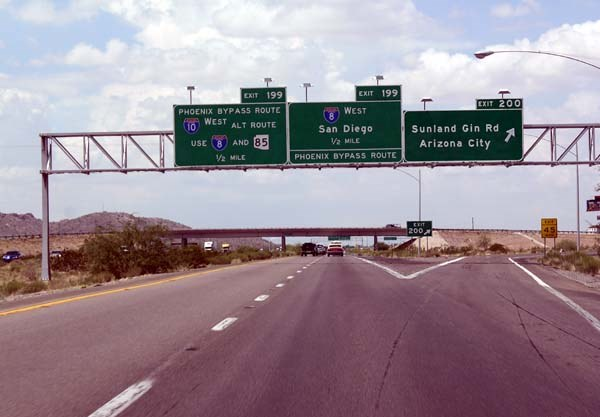
Östliches Ende der I-8

Die Interstate beginnt in San Diego am Sunset Cliff Boulevard und erreicht nach 277 km (172 mi) die Grenze zu Arizona und ist unter dem Namen Border Friendship Route bekannt. Ein Großteil der Interstate im Imperial Valley verläuft unter dem Meeresspiegel. So befindet sich zum Beispiel der niedrigste Punkt aller Interstates am New River in der Nähe von Seeley mit −16 m (−52 ft). Die I-8 hat in den Mountain Springs einen der breitesten Mittelstreifen im Interstate-Highway System mit stellenweise mehr als eineinhalb Meilen.

### Arizona
Von der kalifornischen Grenze führt der Interstate bis zum Interstate 10 bei Casa Grande. Die I-8 trifft bei Yuma auf den U.S. Highway 95. Östlich von Yuma verläuft eine Fahrspur in westlicher Richtung auf der linken Seite des Mittelstreifens etwa drei Meilen lang.